# Kalwaria (film 2014)
Kalwaria (ang. Calvary) – irlandzki film dramatyczny z 2014, który wyreżyserował John Michael McDonagh, będący również autorem scenariusza. Premiera filmu odbyła się podczas Sundance Film Festival 2014.

## Fabuła
Ojciec James, grany przez Brendana Gleesona, jest proboszczem w niewielkiej irlandzkiej miejscowości. Jeden ze spowiadających się mężczyzn wyznaje mu, że w dzieciństwie był molestowany przez księdza. Zapowiedział, że w ramach kościelnej pokuty jego spowiednik zostanie zabity. Wyznacza ojcu Jamesowi tydzień na załatwienie swoich spraw, a także miejsce ich następnego spotkania.

## Obsada
- Brendan Gleeson jako ojciec James Lavelle
- Chris O’Dowd jako Jack Brennan
- Kelly Reilly jako Fiona
- Aidan Gillen jako Frank Harte
- Dylan Moran jako Michael Fitzgerald
- Isaach de Bankolé jako Simon
- M. Emmet Walsh jako Pisarz
- Marie-Josée Croze jako Teresa
- Domhnall Gleeson jako Freddie Joyce
- David Wilmot jako ojciec Leary
- Pat Shortt jako Brendan Lynch
- Gary Lydon jako inspektor Stanton
- Killian Scott jako Milo Herlihy
- Orla O’Rourke jako Veronica Brennan
- Owen Sharp jako Leo
- David McSavage jako biskup Garret Montgomery

## Odbiór i wyróżnienia
Box office filmu wyniósł około 16,9 mln dolarów. Kalwaria otrzymały wysokie oceny wśród publiczności i krytyków. Portal Metacritic na podstawie 42 recenzji przyznał filmowi średnią 77 punktów (na 100), produkcja wysokie noty dostała również w serwisie Rotten Tomatoes (89%). W opiniach podkreślano walory gry aktorskiej Brendana Gleesona, a także poruszanie istotnej tematyki przy łączeniu humoru, inteligencji i wrażliwości.
Film otrzymał cztery nominacje do nagrody British Independent Film Award – dla najlepszego filmu, reżysera, scenarzysty i aktora, wygrywając w ostatniej z tych kategorii. Był nominowany do irlandzkiej nagrody IFTA w sześciu kategoriach, uzyskując wyróżnienie dla najlepszego filmu, scenariusza i aktora pierwszoplanowego. Brendan Gleeson był także nominowany do Europejskiej Nagrody Filmowej dla najlepszego aktora.